# أول جواب (ألبوم)
أول جواب هو الألبوم الثاني للمطربة المصرية أنغام، والألبوم من إنتاج شركة عالم الفن، تم إنتاج الالبوم عام 1988.

## الأغاني
الألبوم مكون من 6 أغاني.
| الأغنية       | المؤلف     | الملحن          | طول الأغنية |
| ------------- | ---------- | --------------- | ----------- |
| أول جواب      | صلاح فايز  | محمد علي سليمان | 00:03:28    |
| إيه رأيك      | خيري فؤاد  | محمد علي سليمان | 00:05:13    |
| حكاية يمامة   | عزت الجندي | محمد علي سليمان | 00:06:46    |
| قالوا انسيه   | موسى محفوظ | سيد مكاوي       | 00:05:23    |
| صديقة الطفولة | أمل الطاير | محمد علي سليمان | 00:06:23    |
| هوى المصايف   | صلاح فايز  | محمد علي سليمان | 00:08:08    |